# The Royal Albert Hall Concert
The Royal Albert Hall Concert è un album pubblicato nel 2010 dal pianista italiano Ludovico Einaudi.

## Tracce
Disco 1
1. The Planets – 3:34
2. Lady Labyrinth – 4:59
3. Nightbook – 7:18
4. In Principio – 3:37
5. Indaco – 7:27
6. Bye Bye Mon Amour – 7:01
7. The Crane Dance – 2:16
8. The Tower – 8:36

Durata totale: 44:48
Disco 2
1. Berlin Song – 4:25
2. Tu Sei – 8:07
3. Melodia Africana I – 2:01
4. I Due Fiumi – 4:10
5. In Un'Altra Vita – 6:41
6. Stella Del Mattino – 2:23
7. I Giorni – 6:40
8. Primavera – 7:55
9. Divenire – 9:08
10. Nightbook 2 – 5:39
11. Eros – 10:38
12. La Nascita Delle Cose Segrete – 7:00

Durata totale: 74:47